# Coupe des Pays-Bas de football 1981-1982
Navigation
Édition précédente Édition suivante
La Coupe des Pays-Bas de football 1981-1982, nommée la KNVB beker, est la 64e édition de la Coupe des Pays-Bas. La finale se joue en matchs aller et retour, le 12 mai 1982 au  stade de Galgenwaard à Utrecht et le 18 mai 1982 au stade Alkmaarderhout à Alkmaar.
Le club vainqueur de la coupe est qualifié pour la Coupe d'Europe des vainqueurs de coupe de football 1982-1983.

## Finale
Le FC Utrecht gagne le match aller 1 à 0 à domicile, une semaine plus tard l'AZ'67 gagne 5 à 1, et remporte son troisième titre.
Alkmaar termine 3e en championnat et se qualifie pour la Coupe d'Europe des vainqueurs de coupe de football 1982-1983.